# Acanthoscurria atrox
Acanthoscurria atrox är en spindelart som beskrevs av Jehan Vellard 1924. Acanthoscurria atrox ingår i släktet Acanthoscurria och familjen fågelspindlar. Inga underarter finns listade i Catalogue of Life.